# سرهی ماتوخین
سرهی ماتوخین (اوکراینی: Сергій Матюхін؛ زادهٔ ۲۱ مارس ۱۹۸۰) بازیکن فوتبال اهل اوکراین است.
از باشگاه‌هایی که در آن بازی کرده‌است می‌توان به باشگاه فوتبال کریفباس کریفیی ریه، باشگاه فوتبال دنیپرو، و باشگاه فوتبال آرسنال کی‌یف اشاره کرد.
وی همچنین در تیم ملی فوتبال اوکراین بازی کرده‌است.